# Floating Anarchy Live 77
Albums de Planet Gong
Live Etc.
(1977) Expresso II
(1978)
Floating Anarchy Live 77 est un album live de Planet Gong, Daevid Allen et Gilli Smyth accompagnés du groupe Here & Now. Il fut enregistré live à Toulouse, à l'époque du simple studio Opium for the People.
La musique est clairement inspirée du punk naissant, évidemment mélangé au Space-rock le plus planant. Le résultat n'est pas sans rappeler Hawkwind ou Monster Magnet qui melangèrent aussi ces deux influences.

## Liste des titres

### Face 1
Toutes les chansons sont écrites et composées par Zero, sauf indication.
| No | Titre                                       | Durée |
| -- | ------------------------------------------- | ----- |
| 1. | Psychological Overture                      | 2:36  |
| 2. | Floating Anarchy                            | 5:15  |
| 3. | Stoned Innocent Frankenstein (Daevid Allen) | 3:18  |
| 4. | New Age Transformation Try: No More Sages   | 12:10 |

### Face 2
| No | Titre                                                               | Durée |
| -- | ------------------------------------------------------------------- | ----- |
| 1. | Opium for the People (Daevid Allen)                                 | 4:25  |
| 2. | Allez Ali Baba Black Sheep Have you Any Bullshit: Mama Maya Mantram | 15:01 |

## Musiciens
- Prof. Sharpstrings P.A. (Stephan Lewry) – guitare, guitare glissando, chant sur Floating Anarchy
- Keith da Missile Bass (Keith Bailey) – basse et tronc d'arbre
- Kif Kif Le Batteur (Keith Dobson) – batterie et apartés
- Gavin Da Blitz (Gavin Allardyce) – synthétiseur et retourneur de flipper
- Suze Da Blooz & Anni Wombat – chœur des anges
- Gilli Smyth – chœurs
- Dingbat Alien Daevid Allen – gliss guitare, guitare, bi focal vocals & wordply